# Intersexualidad en Nepal
En 2015, Nepal introdujo el reconocimiento constitucional de las "minorías sexuales y de género". A pesar de ello, la situación de los derechos de las personas intersexuales en Nepal no está clara. Los activistas locales han identificado violaciones de los derechos humanos, incluidas lagunas significativas en la protección de los derechos a la integridad física y la autonomía corporal, y la protección contra la discriminación. A principios de 2016 se celebró una primera reunión nacional de personas intersexuales, organizada por el primer activista abiertamente por los derechos de las personas intersexuales en Nepal, Esan Regmi, con el apoyo del Programa de las Naciones Unidas para el Desarrollo (PNUD).

## Terminología
Las personas intersexuales se denominan 'antarlingi' अन्तरलिङ्गी en nepalí.

## Historia
La Sociedad Diamante Azul, fundada en 2001, ha perseguido políticamente en Nepal los derechos políticos y sociales. El 21 de diciembre de 2007, la Corte Suprema dictaminó que un nuevo gobierno democrático debía crear leyes para proteger los derechos LGBTI y cambiar las leyes existentes que equivalían a discriminación. En septiembre de 2015, el Parlamento aprobó varios artículos que mencionaban los derechos de las minorías sexuales y de género en la nueva constitución del país después de una larga deliberación. Entre ellos:
- El artículo 12 establece que las personas tienen derecho a tener una identificación de ciudadanía que refleje su género preferido.
- El artículo 18 cubre los derechos a la igualdad y establece que el Estado no "discriminará [en contra de] ningún ciudadano por su origen, religión, raza, casta, tribu, género, idioma o convicción ideológica o cualquier otra condición".
- El artículo 18 también enumera a "las minorías, los marginados, los jóvenes, los niños, los ancianos, las minorías sexuales y de género, las personas discapacitadas" como grupos desfavorecidos que están reconocidos por la constitución.

La constitución entró en vigor el 20 de septiembre de 2015.  Estos cambios significan que Nepal es probablemente el país más progresista del sur de Asia en lo que respecta a los derechos LGBT. Sin embargo, las personas intersexuales en Nepal denuncian numerosas dificultades, entre ellas el derecho a cambiar de género, el derecho a la autonomía corporal y el derecho a la salud.
En febrero de 2018, activistas intersexuales asiáticos publicaron la Declaración de Intersex Asia y el Foro Intersexual Asiático, en la que se exponen las demandas locales.
A menudo se puede pensar que las cuestiones intersexuales en Nepal son cuestiones del tercer sexo, y el grupo de tercer género más conocido en el sur de Asia es quizás el de los hijra. Serena Nanda escribe que: "Existe una creencia generalizada en la India de que los hijras nacen hermafroditas [intersexuales] y que la comunidad hijra se los lleva al nacer o en la infancia, pero no encontré ninguna prueba que apoyara esta creencia entre los hijras que conocí, todas las cuales se unieron a la comunidad voluntariamente, a menudo en la adolescencia". Esta creencia tiene un impacto cuando nacen los bebés. Warne y Raza sostienen que la asociación entre las personas intersexuales y los hijras es en su mayoría infundada, pero provoca miedo en los padres sobre la posible vida futura de su hijo.

## Integridad física y autonomía corporal
Las personas intersexuales no están protegidas de las violaciones a la integridad física y la autonomía corporal. Un libro de 2016 de historias personales de personas intersexuales de Nepal identifica una serie de problemas de autonomía corporal y salud, incluyendo "la mutilación genital intersexual como una práctica creciente y la falta de información y acceso a información o atención de salud reproductiva" y "la falta de acceso a la atención médica necesaria para quienes experimentan dificultades de salud como resultado de su variación intersexual".
En junio de 2016, el Comité de los Derechos del Niño de las Naciones Unidas interrogó al gobierno nepalí e identificó preocupaciones sobre:

(a) La falta de concienciación de las cuestiones relacionadas con los niños intersexuales en Nepal y los altos niveles de estigma y discriminación que enfrentan los niños intersexuales; (b) Los desafíos que enfrentan los niños intersexuales para acceder a documentos de identidad que correspondan con la identidad sexual/de género de su elección; y, (c) Casos de cirugías y otros procedimientos médicamente innecesarios en niños intersexuales antes de que puedan dar su consentimiento informado, que a menudo conllevan consecuencias irreversibles y pueden causar un sufrimiento físico y psicológico severo, y la falta de reparación y compensación en tales casos.

El Comité pidió investigaciones de violaciones de derechos humanos, educación de los profesionales médicos y acceso a reparación.

## Protección contra la discriminación
Si bien la constitución de 2015 brinda protección a las minorías sexuales y de género, las personas discapacitadas y las minorías en general, Esan Regmi ha identificado una serie de problemas que enfrentan las personas intersexuales en Nepal, incluida la discriminación y la falta de investigación y acciones específicas para intersexuales dentro del movimiento LGBTI de Nepal. El acceso al matrimonio y los derechos de herencia también son motivo de preocupación.

## Documentos de identificación
Según activistas intersexuales locales, las personas intersexuales no pueden cambiar el nombre o el marcador de género en los certificados de nacimiento nepaleses, y también tienen dificultades para actualizar los expedientes académicos y los certificados de ciudadanía. A las personas intersexuales a menudo se las confunde con "tercer género", lo que crea una barrera para el reconocimiento.
El 26 de octubre de 2020, la comunidad intersexual de Nepal presentó siete demandas sobre el reconocimiento de género, como se detalla a continuación:
- Garantizar el derecho de los bebés intersexuales a un certificado de nacimiento, a ser marcados como "intersexuales" y, más adelante, como hombres, mujeres o no binarios en función de su identidad de género.
- Garantizar el derecho de las personas intersexuales a cambiar de nombre y marcador de género.
- Garantizar la autodeterminación.
- Garantizar el uso de términos de género correctos.
- Garantizar el derecho a la privacidad sobre el estado intersexual, los registros médicos y la historia personal de género.
- Garantizar la dignidad, la integridad corporal y la autonomía.
- Eliminar la marcación obligatoria de "otro género" o "tercer género" para las personas intersexuales.

## Defensa de los derechos
El 8 y 9 de febrero de 2016, y con el apoyo del PNUD y otras organizaciones, la Sociedad Diamante Azul (Blue Diamond Society) organizó una primera reunión nacional sobre cuestiones intersexuales. La reunión fue dirigida por Esan Regmi, con 13 participantes de todo Nepal.
La primera organización de derechos intersexuales y la única hasta la fecha de Nepal es Campaign for Change.